# ノーブルズビル (インディアナ州)
ノーブルズビル（Noblesville）は、アメリカ合衆国インディアナ州中央部に位置する都市。同州ハミルトン郡の郡庁所在地であると共に、州都インディアナポリスの北北東約35kmに位置し、同市の郊外都市ともなっている。南西に隣接するカーメル、および南に隣接するフィッシャーズと同様に、1970年代以降急成長を遂げており、2020年国勢調査時での人口は69,604人で、郡内およびインディアナポリス都市圏内のいずれにおいてもカーメル、フィッシャーズに次いで第3位、インディアナ州全体でも第10位となっている。

## 歴史

ウィリアム・コナーがノーブルズビルで住んでいた家。1937-38年頃にイーライリリー社の写真部門が撮影。

1816年にインディアナが州に昇格し、その翌々年、1818年にセントメアリーズ条約によってレナペ族がオハイオ・インディアナ両州を追われた。この条約が締結された際、レナペ族の酋長ウィリアム・アンダーソン（後にアンダーソンの市名の由来となった）の通訳を務めたのは、1802年に現在のフィッシャーズ市北西部に入植し、締結時にはアンダーソンの娘と結婚していた、ウィリアム・コナーであった。その後、1823年にインディアナ州議会はハミルトン郡を創設した。同じく1823年、コナーおよびジョサイア・ポークの2人は、ノーブルズビルの町を区画した。翌1824年には、ハミルトン郡の郡庁がノーブルズビルに置かれた。コナーがこの頃にノーブルズビルで住んでいた家は、フィッシャーズの野外歴史博物館、コナー・プレーリーに移築され、現在も保存されている。その後、ノーブルズビルは1851年に町として正式に法人化された。ノーブルズビルという名は、インディアナの州昇格の際に尽力し、初めてインディアナ州から選出された連邦議会上院議員を務めた、ジェームズ・ノーブルにちなんでつけられた。
なお、創設前夜の1820年頃、この地にはピート・スミスという黒人も移入していた。スミスはまだこの地に留まっていたレナペ族と一緒に住む一方、コナーの下で働き、他の入植者をまとめていた。スミスは「ケンタッキー州から逃亡した奴隷」とされ、連れ「戻さ」れそうになったこともあったが、コナーが介入し、その場で解放した。

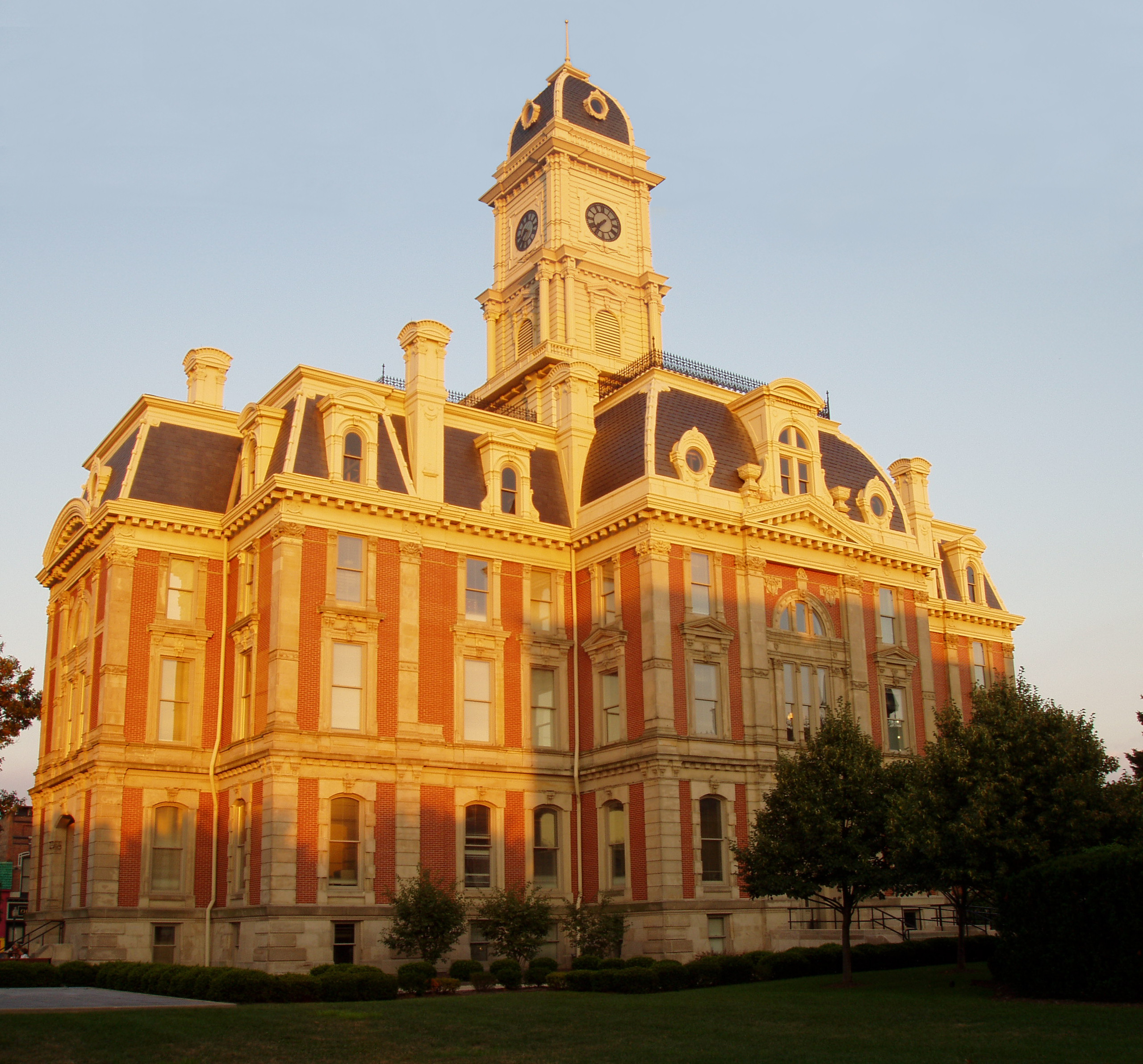
ハミルトン郡庁舎。1978年に国家歴史登録財に指定されている。

ノーブルズビルの町制施行と同じ1851年、ペルーとインディアナポリスを結ぶ鉄道（後にニューヨーク・シカゴ・アンド・セントルイス鉄道、通称「ニッケル・プレート鉄道」の一部）がノーブルズビルに開通すると、町の経済基盤が強化され、人口も増えた。1875年には、ノーブルズビルへの2本目の鉄道となる、アンダーソン・レバノン・アンド・セントルイス鉄道（後のセントラル・インディアナ・アンド・ウェスタン鉄道）の建設が始まり、1877年にノーブルズビルまで開通、アンダーソンとノーブルズビルを結ぶ列車が走り始めた。 
1887年には、ノーブルズビルは市制を施行した。翌1888年には、インディアナ州中央部・東部における天然ガスブームの最中、ノーブルズビルでも天然ガスが見つかった。また、これと前後して、ノーブルズビルの中心部には業務・商業地区が確立され、ビクトリア様式の建物や家屋が建ち並んだ。現在でも市中心部のシンボルであるハミルトン郡庁舎や、現在はハミルトン郡歴史博物館に転用されている郡保安官邸・刑務所も、この頃に建てられた。この刑務所には、チャールズ・マンソンや、クー・クラックス・クランのインディアナ支部長「グランド・ドラゴン」を務めていたデイビッド・カーティス・スティーブンソンも収容されていたことがあった。

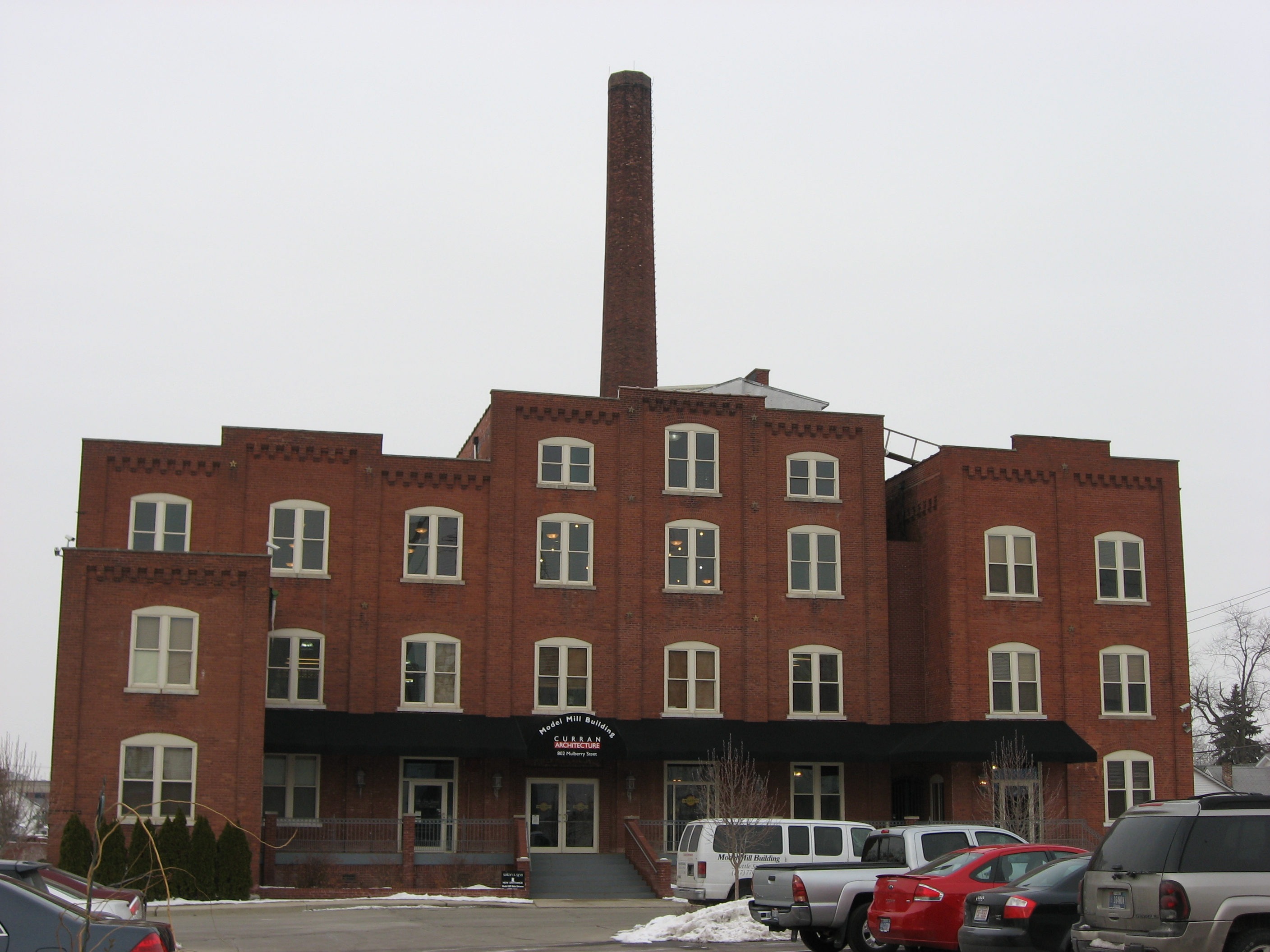
ノーブルズビル製粉会社の製粉所。2001年に国家歴史登録財に指定されている。

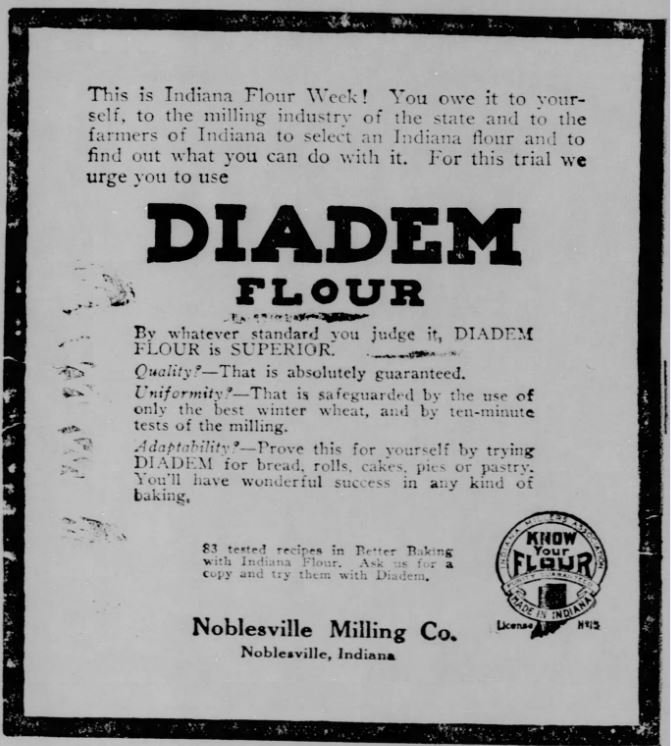
1916年にノーブルズビル製粉会社が出した「ダイアデム」の広告

新しい産業も興った。1891年に創業し、州最大の製粉会社の1つとなっていたノーブルズビル製粉会社（Noblesville Milling Company）は、市中心部に製粉所を持ち、「ダイアデム」（Diadem）や「キズメット」（Kismet）といったブランドの小麦粉の生産で知られ、ノーブルズビルを「製粉の街」たらしめていた。1916年、インディアナ製粉協会（Indiana Millers Association）が「小麦粉週間」（Flour Week）を宣言すると、同年感謝祭の週末、11月25日、ノーブルズビルのあるコラムニストは、当時主要な黒人紙の1つであったインディアナポリス・レポーター紙に、次の文を寄稿した。

Thanksgiving day promises to be a high day in Noblesville.  Many out of town people and relatives of people here will be present which will add to the joy of all.

（訳）感謝祭の日のノーブルズビルはお祭り騒ぎになることは間違い無い。市外の人たちも市民の親戚たちも、みんなもっと楽しくなる。

その他、ノーブルズビルに本社もしくは拠点を置いた主な企業としては、ユニオン衛生工業会社（Union Sanitary Manufacturing Company）、アメリカン黄ボール会社（American Strawboard Company）、ファイアストン産業用製品会社（Firestone Industrial Products Company）等が挙げられる。ファイアストンは1937年にノーブルズビルに工場を置き、2009年にこの工場が閉鎖するまで、空気ばねを製造していた。
しかし、その一方で公害も起きた。アメリカン黄ボール会社は1890年、ノーブルズビル市南西部に、当時世界最大級の工場を置き、翌1891年4月には毎時1tの生産を誇った。しかしその前月、1891年3月には、水質に関する疑義が出始めていた。1893年には、同社の排水溜池から、インディアナポリスの水道水源となっているホワイト川に、酸性の廃棄水が垂れ流しにされているとして、インディアナポリス水道会社がが同社に対して訴訟を起こした。この時は同社が排水溜池の改良工事完了まで操業を停止することで和解したが、1896年5月30日、この排水溜池とホワイト川の間の堤防が決壊すると、莫大な量の有毒廃棄物が川に流れ込み、ノーブルズビルからブルードリップル（現インディアナポリス市ブロードリップル地区）までの河岸には、大量の魚の死体が上がった。同社はすぐに堤防を復旧したが、時既に遅く、翌6月に2度目の訴訟を起こされ、原告勝訴に終わった。

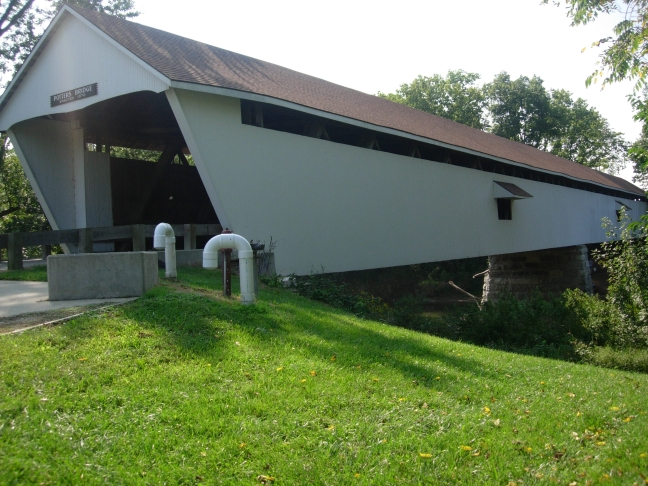
市北部の市境を流れるホワイト川に架かるポッターズ・カバード・ブリッジ。1991年に国家歴史登録財に指定されており、その南詰周辺は公園として整備されている。

1913年3月に起きた大洪水では、ニューイングランドから中西部・南部に至るまで広範囲に被害が及んだが、とりわけインディアナ・オハイオ両州が甚大な被害を受け、ノーブルズビルも例外では無かった。3月25日には、ホワイト川の水位は2021年現在でも観測史上最高となる23.8フィート（7.17m）を記録した。
1919年には、インディアナポリスからのインターアーバンがハミルトン郡庁舎東側の路上で脱線し、隣を走っていた自動車の上に横転する事故を起こした。この事故では8歳の男の子が死亡し、また20人以上の重軽傷者を出した。

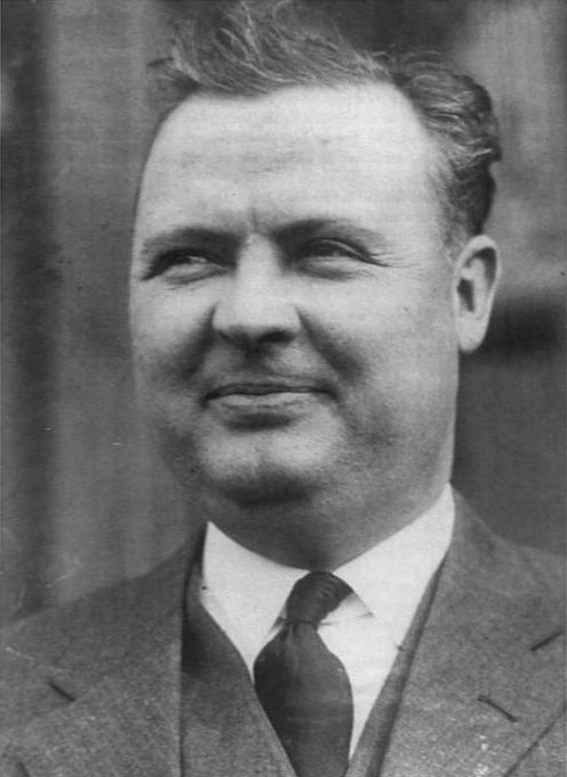
デイビッド・カーティス・スティーブンソン（1922年）

1920年代前半、インディアナ州では反カトリックを前面に押し出したクー・クラックス・クランの「第2のクラン」が勢力を急速に伸ばし、その最盛期には250,000人もの構成員を抱えたが、ノーブルズビルもまた、その「第2のクラン」が活発に活動していた街の1つであった。ノーブルズビルとその周辺には、約2,500人の構成員が住んでいたと推定されている。やがて1925年、マッジ・オーベルホルツァー拉致・強姦・殺害でスティーブンソンが逮捕され、第2級殺人で有罪判決が下されると、「第2のクラン」も次第に瓦解していったが、その裁判が行われたのもノーブルズビルであった。この頃、1923-26年にかけてクー・クラックス・クランの構成員であった、約1,160人の会員証および受領証は、1995年にインディアナ歴史協会が発見し、ハミルトン郡歴史協会に渡された。ハミルトン郡歴史協会は、研究者および当時の構成員の子孫に限定して、この史料の閲覧を許可している。
ノーブルズビルは1965年にも、全米的に注目された事件の舞台となった。地元紙ノーブルズビル・デイリー・レッジャー（Noblesville Daily Ledger）の編集者であったジェームズ・T・ニールは、同紙1面にハミルトン郡裁判官エド・ニューの、交通違反者を重罪人として扱うべきとする方針を批判するコラムを執筆したところ、法廷侮辱罪で逮捕された。ニールはアメリカ合衆国憲法修正第1条を盾に法廷で戦った。この法廷闘争は、やがてインディアナ州最高裁へと持ち込まれた。その後1990年、ニールはインディアナ州ジャーナリズム殿堂に入った。
1970年代に入ると、ノーブルズビルは近隣のカーメルやフィッシャーズと同様、インディアナポリス北郊の住宅都市として急成長を遂げていくようになった。1970年国勢調査時点では7,548人であった人口は、1980年には12,056人、1990年には17,655人、2000年には28,590人、そして2010年には51,969人を数えた。10年ごとの国勢調査の結果において、インディアナ州法が定める「第2級都市」への移行要件である、人口35,000人を突破したことを受け、2013年11月には市議会が移行の条例を5-2で可決、2016年1月1日に「第2級都市」に移行した。

## 地理
ノーブルズビルは北緯40度3分0秒 西経86度1分17秒 / 北緯40.05000度 西経86.02139度に位置している。市はインディアナ州中央部、ハミルトン郡中東部にあり、州都インディアナポリスのダウンタウンからは北北東へ約35kmである。南西にはカーメル、南にはフィッシャーズ、また西にはウェストフィールドの各市が、それぞれ隣接している。また、市の最北端では、モース湖の東岸でシセロ町の町域と接している。
アメリカ合衆国国勢調査局によると、ノーブルズビル市は総面積92.61km2（35.76mi2）である。そのうち88.92km2（34.33mi2）が陸地で3.69km2（1.42mi2）が水域である。総面積の5.93%が水域となっている。市の標高は235mである。
ノーブルズビルを含むインディアナポリス都市圏の気候は、ケッペンの気候区分では計算上は温暖湿潤気候 (Cfa) となるものの、中西部に広く分布する冷帯湿潤気候 (Dfa) に近く、蒸し暑い夏とやや寒さの厳しい冬に特徴付けられる内陸型である。気候についての詳細は、インディアナポリス#気候も参照のこと。

### 都市概観と建築物
ノーブルズビルは1970年代にインディアナポリスの郊外都市として高成長を遂げていくようになる以前から、郡庁が置かれ、産業の面でも郡の中心都市として発展してきたこともあり、人口が増えてからインディアナポリス都市圏の「副都心」的な、小規模な中心業務地区を造ったカーメルやフィッシャーズとは異なり、明確な中心部を有しており、その街路も整然と区画されている。市中心部を南北に通る通りには、ホワイト川から離れるほど大きくなる数字がついており、東西に通るメインの通りであるコナー・ストリート（州道32号線・38号線共用）を境に南（S）と北（N）に分かれている。一方、市中心部を東西に通る通りには数字はついていない。
また、ノーブルズビルの中心部には歴史的建築物も多い。市中心部のシンボルであるハミルトン郡庁舎は、および現在ではハミルトン郡歴史博物館となっている、旧郡保安官邸・刑務所はいずれも、8thストリート（西）、9thストリート（東）、ローガン・ストリート（北）、コナー・ストリート（南）に囲まれた1ブロックの敷地に建っている。これらはいずれも、マンサード屋根を有した、第二帝政期建築様式の例と言える。このハミルトン郡庁舎とその敷地のほか、単独で国家歴史登録財に指定されている物件としては、コール＝エバンズ邸、ウィリアム・ヒューストン・クレイグ邸、ダニエル・クレイクラフト邸、サミュエル・ハレル博士邸、ホリデイ水力発電所・ダム、ノーブルズビル製粉会社製粉所、ポッターズ・カバード・ブリッジ、アール・S・ストーン判事邸、およびロバート・L・ウィルソン邸が挙げられる。また、歴史地区としては、キャサリン・ストリート歴史地区、コナー・ストリート歴史地区、ノーブルズビル商業歴史地区、およびサウス9thストリート歴史地区が指定されている。

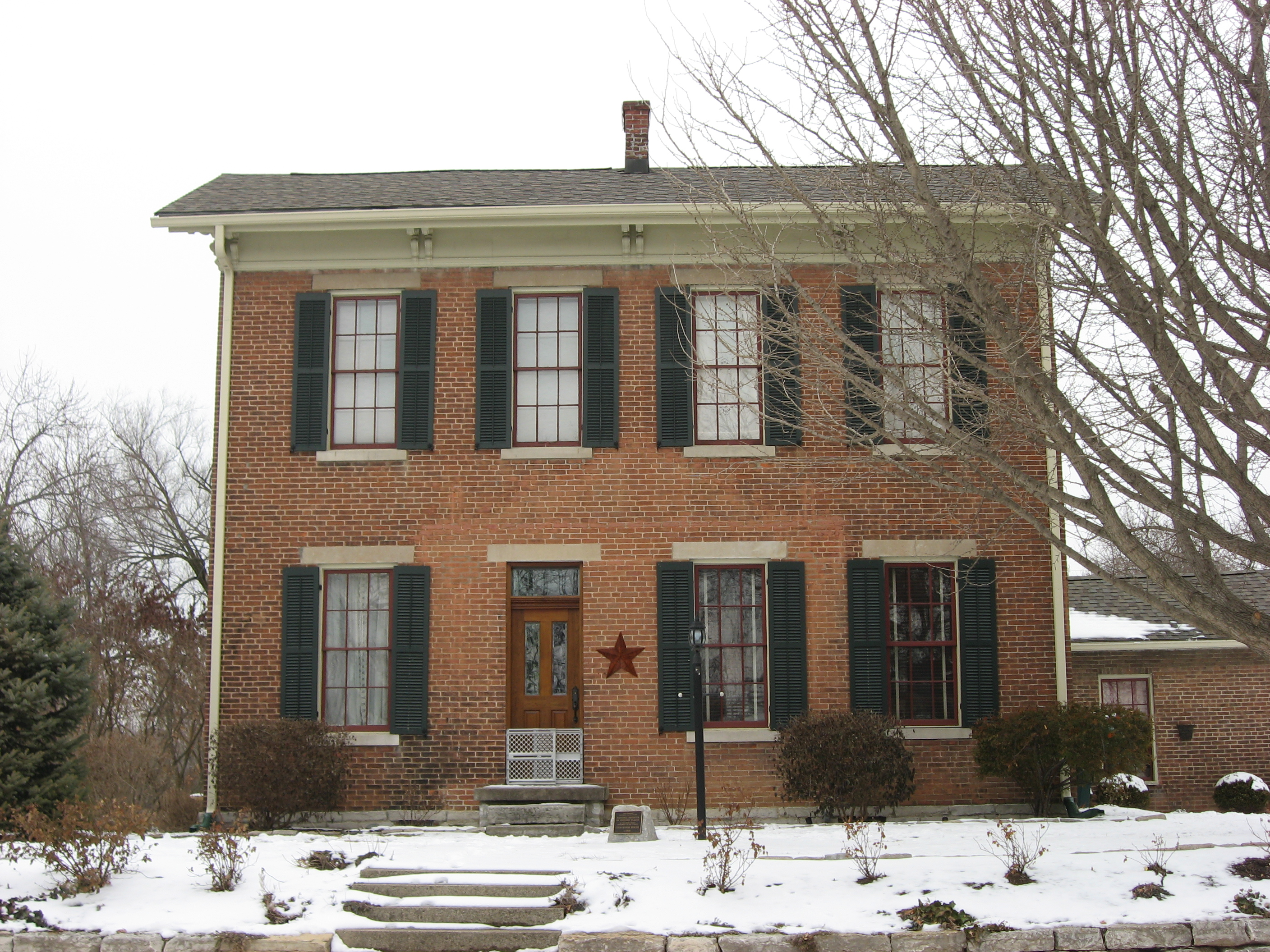
コール＝エバンズ邸
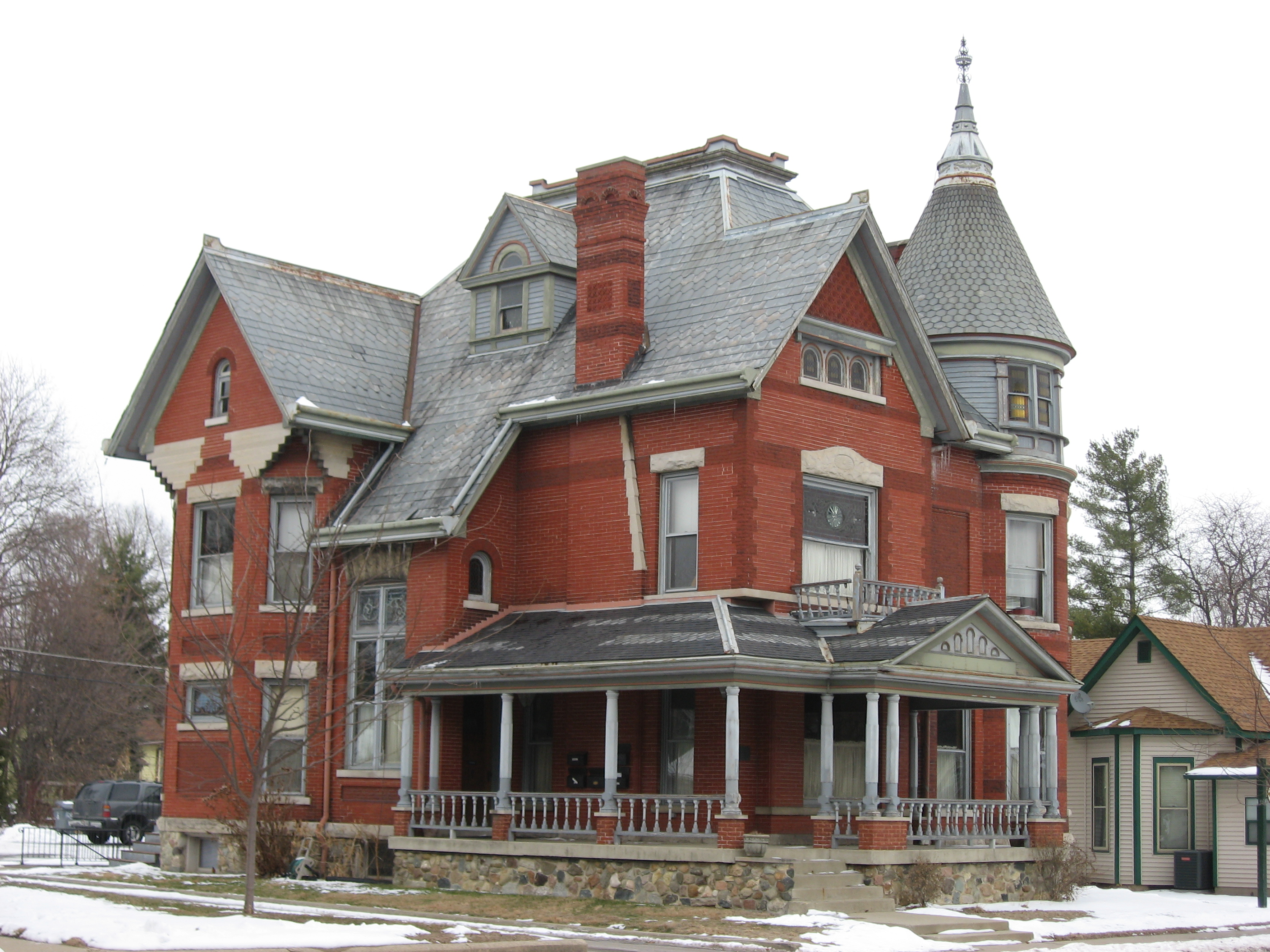
ウィリアム・ヒューストン・クレイグ邸
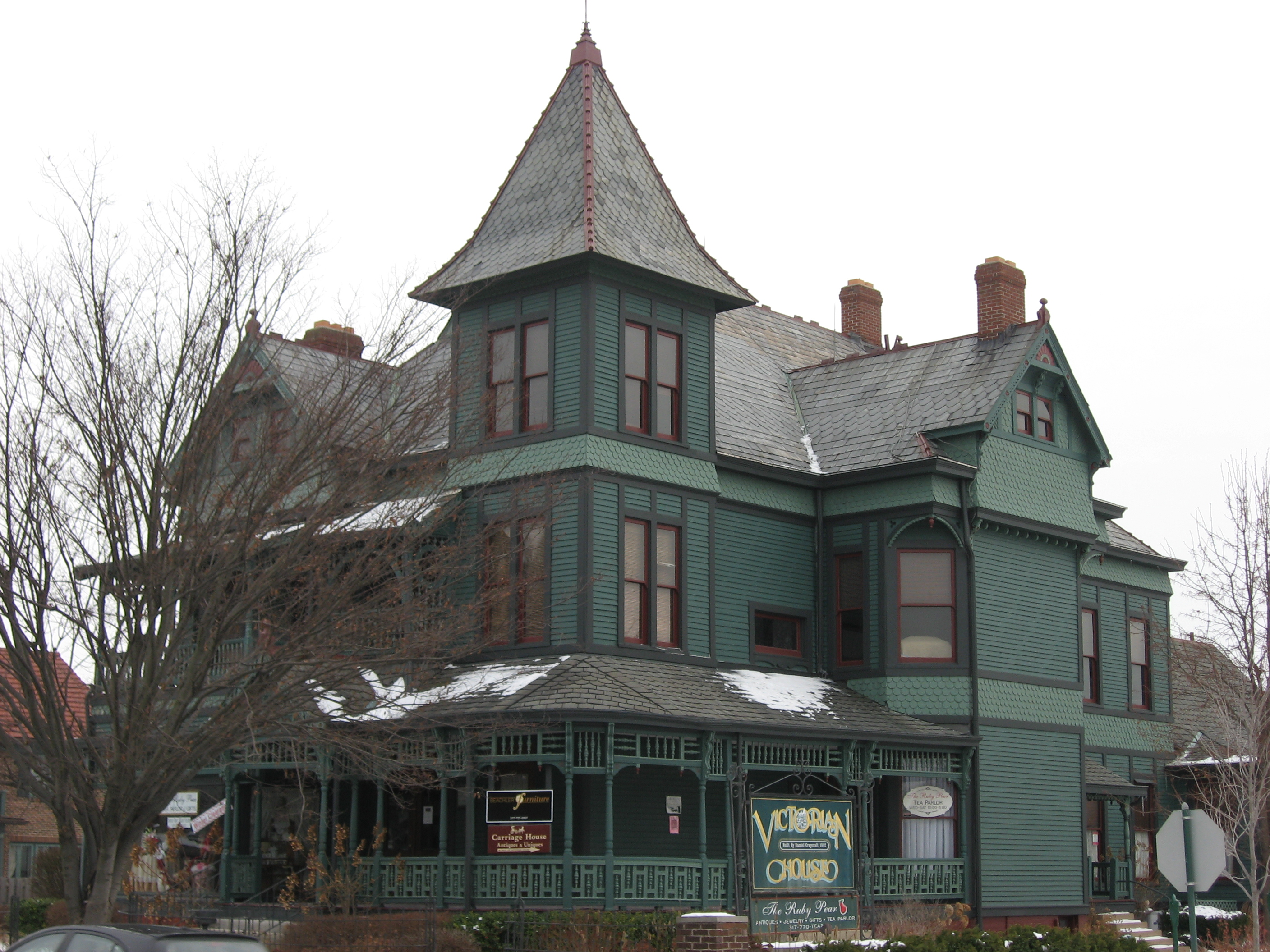
ダニエル・クレイクラフト邸
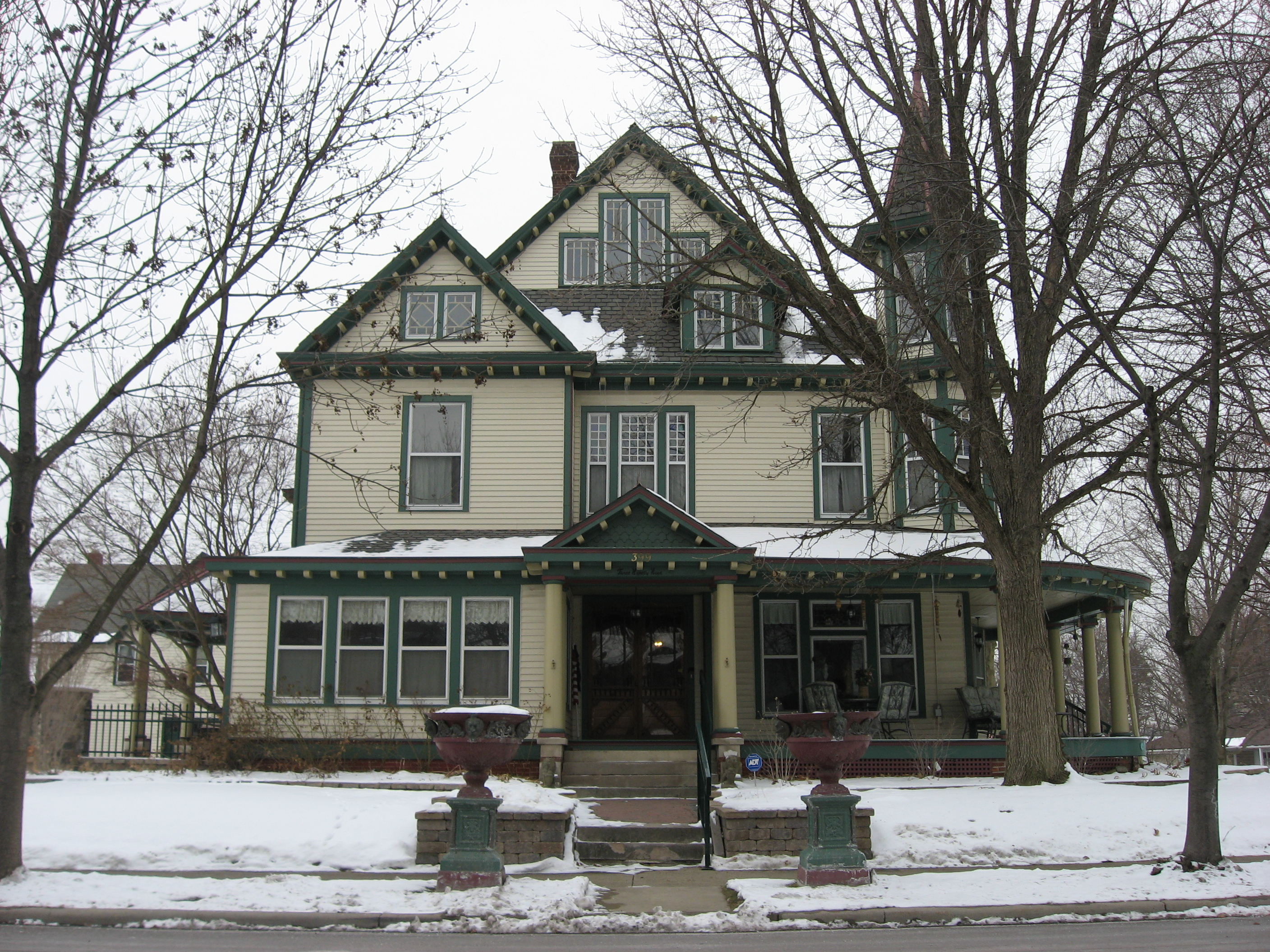
サミュエル・ハレル博士邸
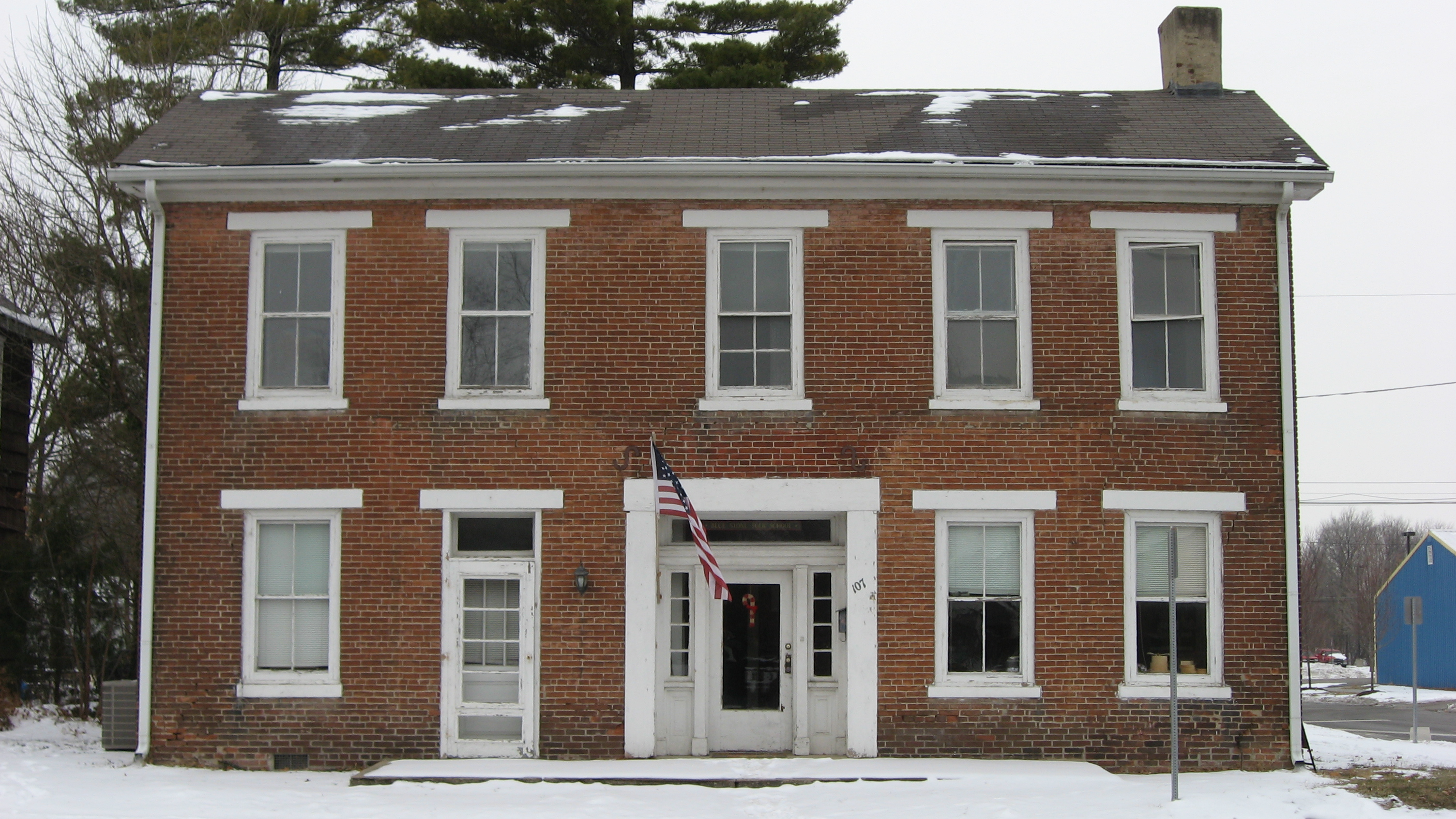
アール・S・ストーン判事邸
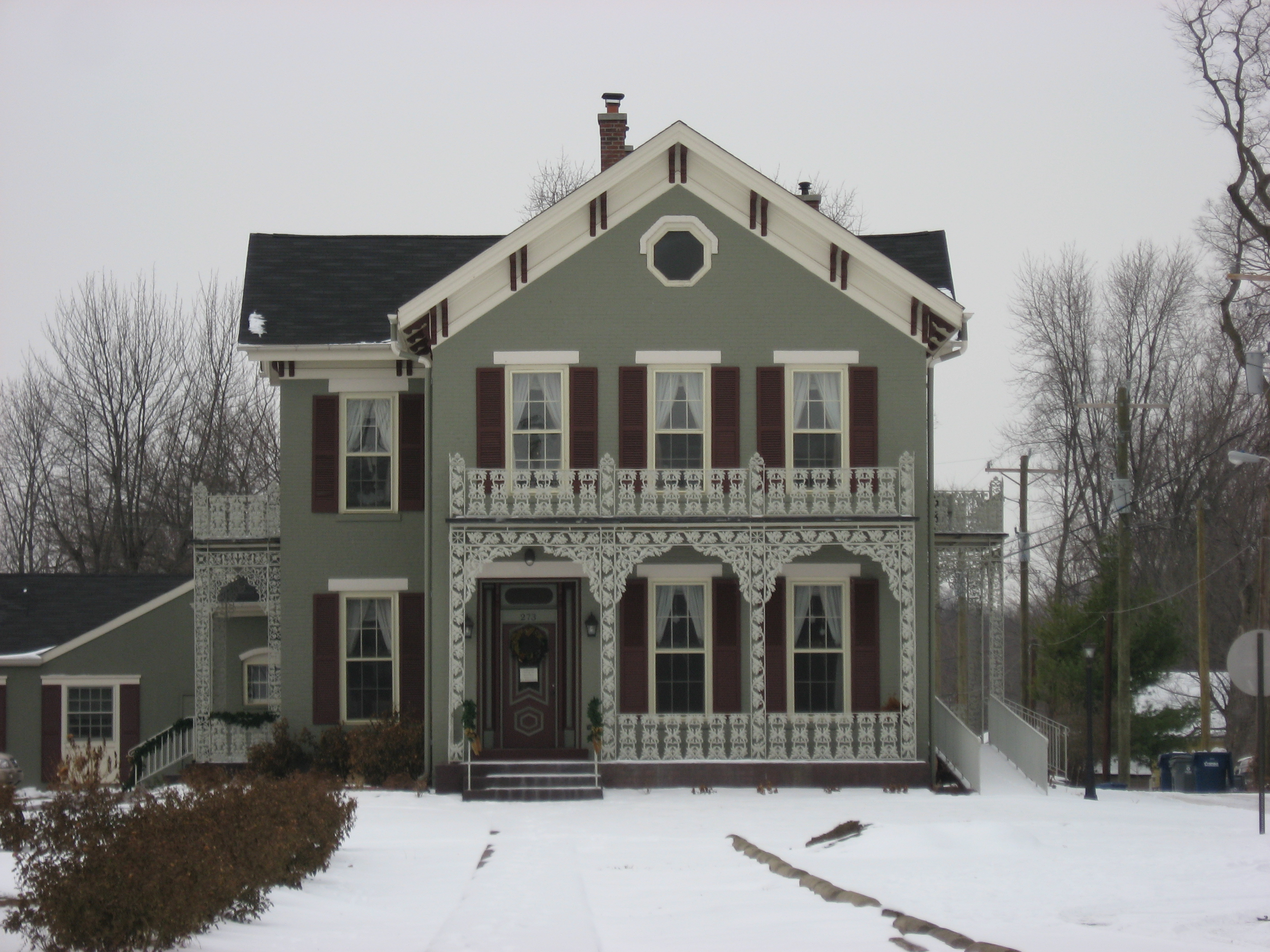
ロバート・L・ウィルソン邸
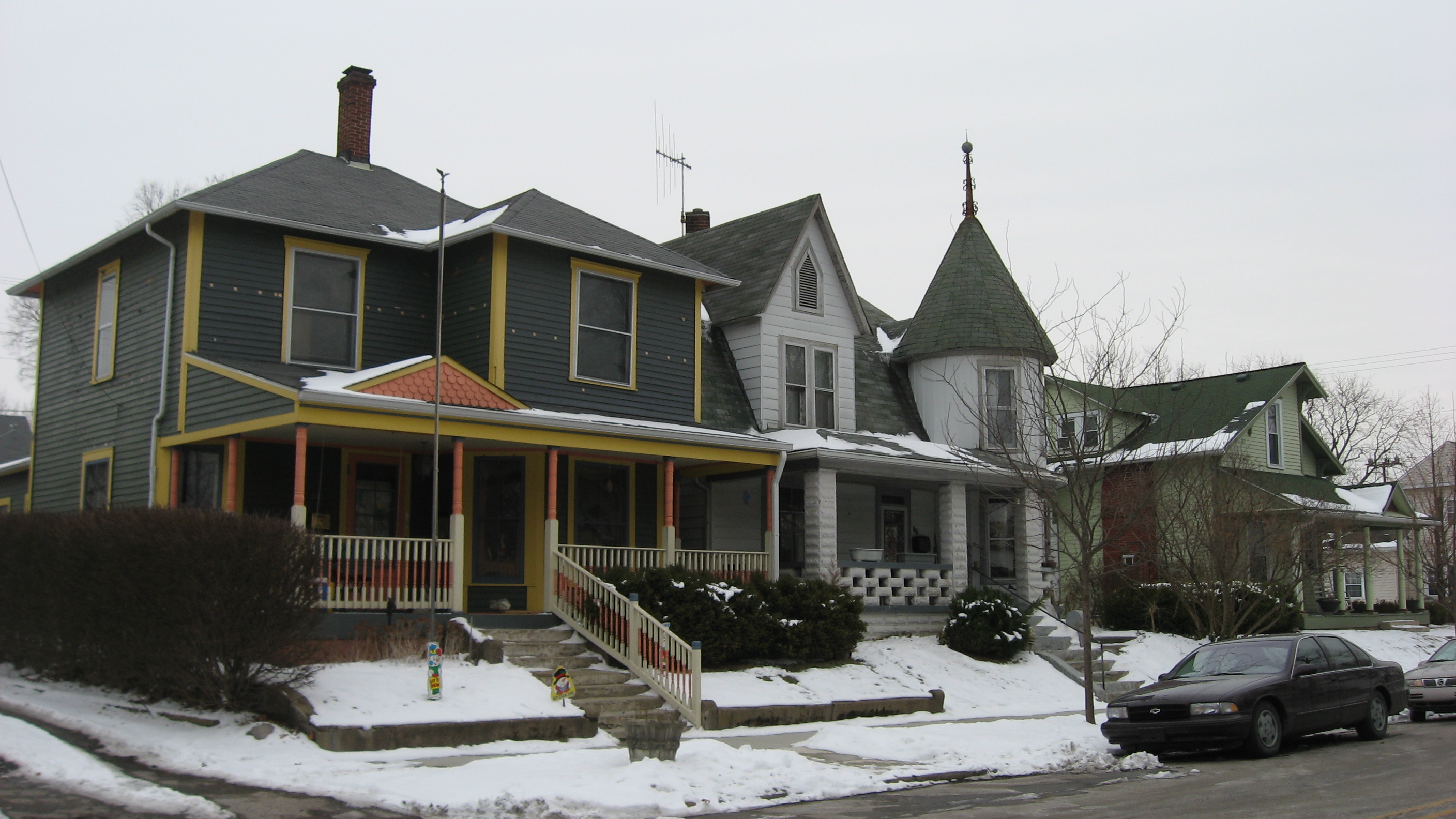
キャサリン・ストリート歴史地区
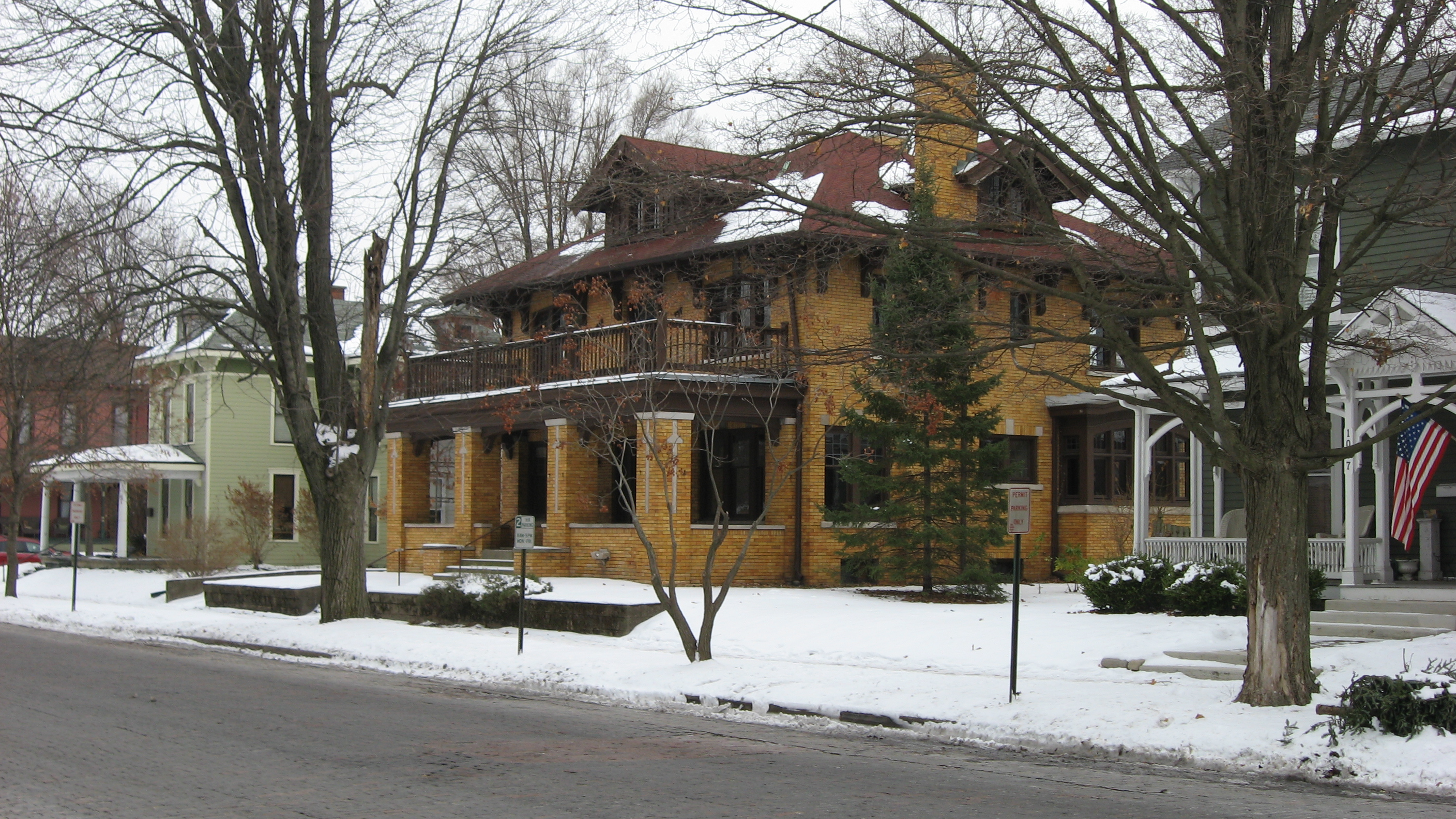
コナー・ストリート歴史地区
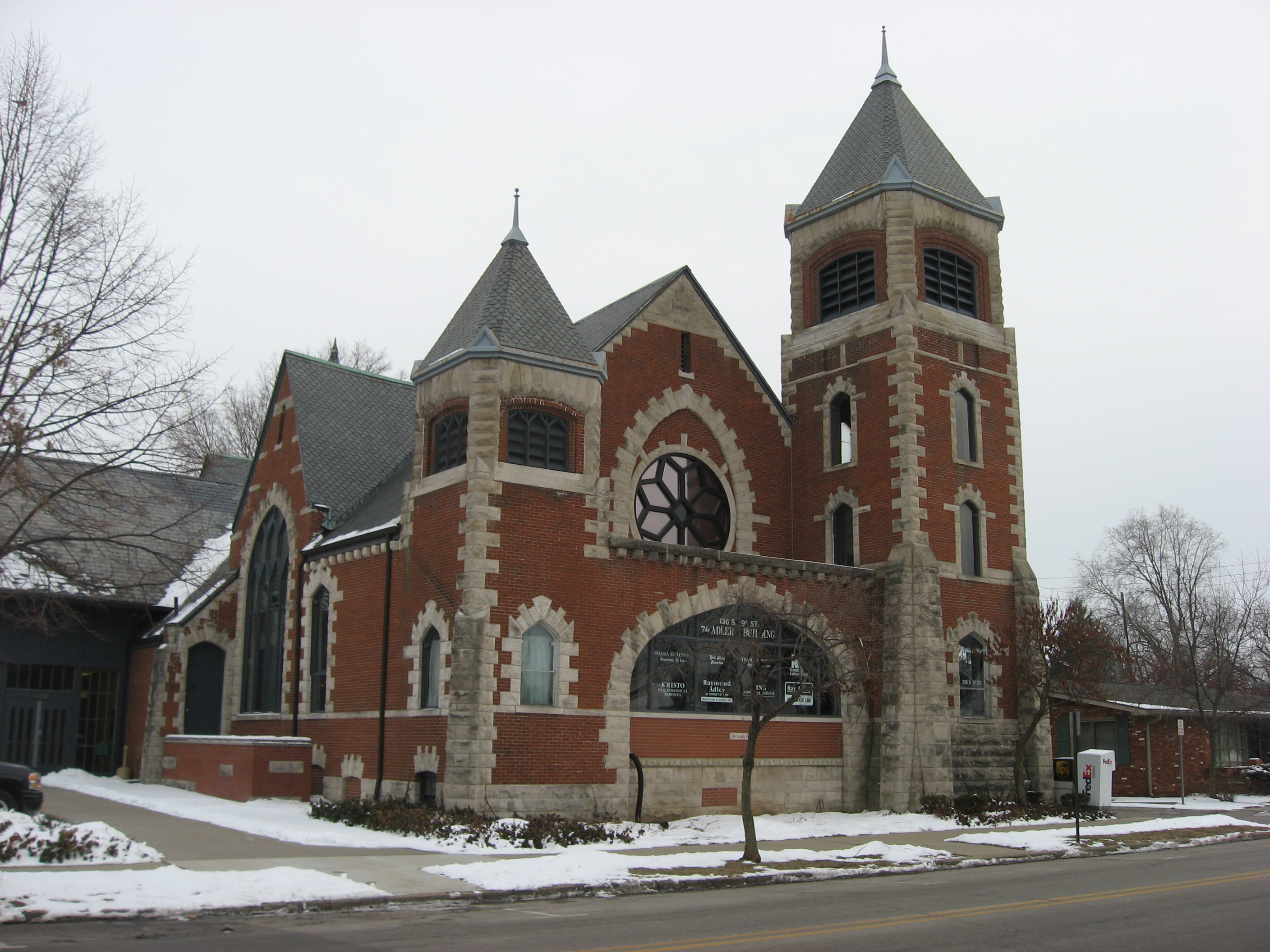
サウス9thストリート歴史地区

一方、周縁部には、カーメルやフィッシャーズ、ウェストフィールドの各市市域の大部分がそうであるように、郊外型の住宅地が広がっており、その街路も入り組んでいる。

## 政治
ノーブルズビルは市長制を採っている。市長は市の行政機関の長であり、市政府の日常業務全般に責任を負う。また、市長は市土木技術官、法人相談役、市消防局長、市警察局長、市会計官、その他の市の役員・職員・理事・委員を任命し、その人事に責任を負う。市長は選挙で全市から選出される。また、市書記官も市長と同様に、選挙で全市から選出される。
市の立法機関である市議会は、2016年1月1日に「第2級都市」に移行して以降、9人の議員から成っている。9人の市議員のうち、6人は市を6つに分けた小選挙区から1人ずつ選出され、残り3人が全市から選出される。

## 交通
ノーブルズビルを含むインディアナポリス都市圏の玄関口となる商業空港は、インディアナポリスのダウンタウンの南西約14km、ノーブルズビルからは南西に約45km離れたインディアナポリス国際空港（IATA: IND）である。同空港には主要航空会社が各社ハブ空港からの便を就航させている。
州間高速道路I-69は市南東部、フィッシャーズとの市境を東西に通っており、146thストリートから東へ続くキャンパス・パークウェイにその出入口が設けられている。また、市中心部の東を通る州道37号線は、フィッシャーズの「副都心」的な中心業務地区であるニッケル・プレート地区の北でI-69と合流/分岐しており、同地区やインディアナポリスのダウンタウン方面へはこちらが短絡路となる。I-69はインディアナポリスから北東へ、フォートウェインやミシガン州の州都ランシングを経由して、カナダとの国境のポートヒューロンへと至る高速道路である。インディアナポリスからエバンズビル方面へ、さらにオハイオ川を渡ってケンタッキー州以南へも建設が進められている。I-69の暫定的な起点/終点となっているI-465は、南北の幹線の1つであるI-65の支線で、インディアナポリスの環状道路になっており、I-65本線やI-70、I-74にもつながっている。I-65はシカゴ方面（北行）やルイビル方面（南行）へ、I-70はオハイオ州コロンバス方面（東行）やセントルイス方面（西行）へ、I-74はシンシナティ（東行）やダベンポート（西行）へとそれぞれ通じている。
また、市中心部を東西に通る州道32号線（コナー・ストリート）は、東へはアンダーソンの市中心部へと至り、西へはウェストフィールドを経由して、ブーン郡の郡庁所在地レバノンでI-65本線に接続している。
ノーブルズビル市内には路線バス等の公共交通機関は2021年現在通っていないが、2016年に策定された中央インディアナ交通整備計画（Central Indiana Transit Plan）では、インディアナポリスのダウンタウンからフィッシャーズを経由してノーブルズビルへと至る、グリーン・ラインというライトレールの敷設が盛り込まれている。

## 教育

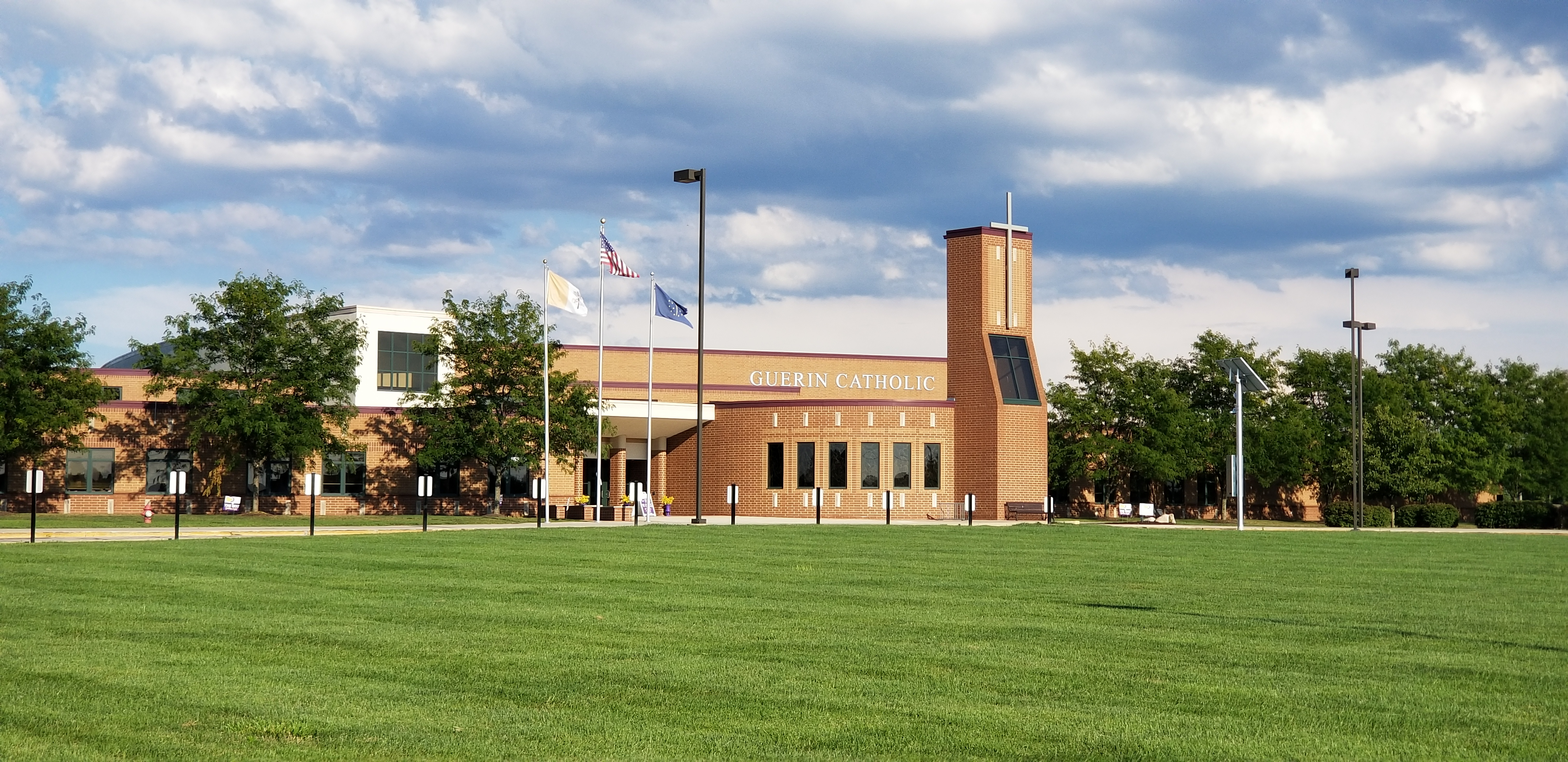
聖セオドア・ゲリン高校

ノーブルズビルにおけるK-12課程はノーブルズビル学区の管轄下にある公立学校によって支えられている。同学区は小学校（就学前教育・幼稚園・1-5年生）7校、中学校（6-8年生）2校、高校（9-12年生）1校（ノーブルズビル高校）を有し、約10,000人の児童・生徒を抱えている。また、市の一部地域の児童・生徒は、フィッシャーズの公立学区であるハミルトン南東学区の管轄下にある学校に通う。
カトリック教会のインディアナ州ラファイエット司教区は、区内に2校あるうちの1校、聖セオドア・ゲリン高校をノーブルズビルに置いている（もう1校はラファイエットに置かれている）。就学前教育および小中一貫校としては、同教区は恵みの聖母カトリック学校をノーブルズビルに置いている。
ノーブルズビルには1856年から図書館が設けられていた。1913年には、ノーブルズビルにカーネギー図書館が開館した。しかし、このカーネギー図書館は手狭になったため、1986年に新しい図書館としてハミルトン東部公立図書館が開館した。もとのカーネギー図書館はその後、ノーブルズビル市庁舎に転用され、現在に至っている。なお、ハミルトン東部公立図書館はノーブルズビルのほか、フィッシャーズにも図書館を有している。

## 文化と名所
| ハミルトン郡歴史博物館。右はチャールズ・マンソンが収監されていた居房。 |  | ハミルトン郡歴史博物館。右はチャールズ・マンソンが収監されていた居房。 |
| ハミルトン郡歴史博物館。右はチャールズ・マンソンが収監されていた居房。 |  |                                                                        |

ハミルトン郡庁舎の敷地南西隅（コナー・ストリートと8thストリートの北東角）にはハミルトン郡歴史博物館が建っている。この建物は1876年に郡保安官邸兼刑務所として建てられたもので、1977年までその用途に使われた後、ハミルトン郡歴史協会（Hamilton County Historical Society）の本部が入居し、歴史博物館に転用されたものである。同館では関連する事物を展示しているほか、旧保安官邸のビクトリア様式の部屋が復元され、調査・研究用の図書館が設けられ、また、かつてチャールズ・マンソンやデイビッド・カーティス・スティーブンソンを収監した居房も展示物として保存されている。
ハミルトン郡庁舎から南西へ約350m、5thストリートとチェリー・ストリートの北西角にはハミルトン郡芸術家協会（Hamilton County Artists' Association）の本部、およびそのバーディー・ギャラリーが立地している。同協会は1950年に、ノーブルズビルゆかりの芸術家9人が設立したもので、この本部とギャラリーは2006年に、ノーブルズビル市議会の承認により、旧ファースト・バプテスト教会堂を転用したものである。同協会は会員の作品をギャラリーで展示するほか、広く一般に向けて芸術教室も開いている。
市南東部、フィッシャーズとの市境近くにはルオフ音楽センターが立地する。228エーカー（92.3ha）の敷地に建てられているこの野外劇場では、1989年に開場して以来、フランク・シナトラ、コールドプレイ、ジャーニー、ルーク・ブライアン、キングス・オブ・レオン、メタリカをはじめ、様々なジャンルのアーティストによるコンサートが行われてきた。また、この野外劇場は、フィッシャーズが同市の姉妹都市ビレリキー（イギリス・エセックス）との交流の一環として行っている、インディアナ・ルネサンス・フェア（エリザベス1世の黄金時代をテーマとした祭）の会場にもなっている。
市北西端に広がる、ホワイト川の支流であるシセロ・クリークを堰き止めて造った人造湖、モース湖の湖尻付近の湖畔には、人工のビーチも備えた、23エーカー（9.3ha）のモース・パーク・アンド・ビーチが立地している。また、市中心部近くのホワイト側西岸には、ホワイト川カヌー会社の本部が置かれている。同社はその上流18マイル（29km）のパーキンズビルから、下流10マイル（16km）の116thストリート沿い、カーメル/フィッシャーズ市境にあるワピハニ・ランディングまでのホワイト川流路上で、同社のカヌー、カヤック、およびインフレータブルボート（ゴムボート）のサービスを提供している。

## 人口推移
以下にノーブルズビル市における1850年から2020年までの人口推移をグラフおよび表で示す。インディアナポリス・カーメル・アンダーソン都市圏、およびインディアナポリス・カーメル・マンシー広域都市圏全体の人口については、インディアナポリス#都市圏を参照のこと。
| 統計年 | 人口     |
| ------ | -------- |
| 1850年 | 664人    |
| 1860年 | 1,115人  |
| 1870年 | 1,435人  |
| 1880年 | 2,221人  |
| 1890年 | 3,054人  |
| 1900年 | 4,792人  |
| 1910年 | 5,073人  |
| 1920年 | 4,758人  |
| 1930年 | 4,811人  |
| 1940年 | 5,575人  |
| 1950年 | 6,567人  |
| 1960年 | 7,664人  |
| 1970年 | 7,548人  |
| 1980年 | 12,056人 |
| 1990年 | 17,655人 |
| 2000年 | 28,590人 |
| 2010年 | 51,969人 |
| 2020年 | 69,604人 |

## 姉妹都市
ノーブルズビルは以下2都市と、三都市間姉妹都市提携を結んでいる。
- チッタデッラ（イタリア）
- ノバプラタ（ブラジル）